# Voleibol nos Jogos Pan-Americanos de 2019 - Masculino
O torneio masculino de voleibol nos Jogos Pan-Americanos de 2019 foi realizado entre os dias 31 de julho e 04 de agosto no centro de esportes da Villa Deportiva del Callao. As partidas foram realizadas no Coliseo Miguel Grau, com capacidade para 5000 pessoas e localizado na cidade portuária de Callao, que faz parte da região metropolitana de Lima. Oito equipes participaram do evento que consagrou a equipe da Argentina como campeã.

## Medalhistas
|  | ARG Argentina |  | CUB Cuba |  | BRA Brasil |
|  | Facundo Imhoff Franco Massimino Gastón Fernández Germán Johansen Jan Martínez Franchi Joaquín Gallego Lisandro Zanotti Luciano Palonsky Manuel Balague Matías Giraudo Matías Sánchez Nicolás Bruno |  | Adrián Eduardo Goide Javier Octavio Concepción Jesús Herrera Jaime José Israel Massó Álvarez Liván Osoria Rodríguez Lyvan Taboada Díaz Marlon Yant Herrera Miguel López Castro Osniel Lazaro Mergarejo Roamy Alonso Arce Yoan Armando León Yonder Roman García |  | Aboubacar Neto Carlos Eduardo Barreto Silva Cledenílson Batista Éder Carbonera Eduardo Carísio Felipe Moreira Roque Henrique Honorato Lucas Lóh Matheus Bispo dos Santos Rodrigo Pimentel Souza Leão Rogério Batista de Carvalho Filho Thiago Veloso |

## Qualificação das equipes para o torneio
| Torneio classificatório                          | Data                                    | Sede                 | N. Vagas | Classificado(s)                                             |
| ------------------------------------------------ | --------------------------------------- | -------------------- | -------- | ----------------------------------------------------------- |
| País sede                                        |                                         |                      | 1        | PER Peru                                                    |
| Copa Pan-Americana de Voleibol Masculino de 2018 | De 28 de agosto a 2 de setembro de 2018 | Veracruz · ( México) | 5        | ARG Argentina BRA Brasil CUB Cuba PUR Porto Rico MEX México |
| Copa Pan-Americana de Voleibol Masculino de 2019 | 16 - 21 de junho de 2019                | Colima · ( México)   | 2        | USA Estados Unidos CHI Chile                                |
| Total                                            |                                         |                      | 8        |                                                             |

## Formato
As oito equipes foram divididas em dois grupos de quatro seleções. As equipes do mesmo grupo se enfrentaram, totalizando 3 jogos para cada time. Os dois países mais bem classificados de cada grupo avançaram para as semifinais. As seleções que terminaram em terceiro lugar nos seus respetivos grupos disputaram o 5º lugar; e as seleções que ficaram em quarto lugar, disputaram o 7º lugar. Nas semifinais, as equipes vencedoras disputaram a medalha de ouro e as perdedoras a medalha de bronze.

## Primeira fase
|  | Equipes classificadas à semifinais          |
|  | Equipes classificadas à disputa de 5º lugar |
|  | Equipes classificadas à disputa de 7º lugar |

Todas as partidas seguem o fuso horário local (UTC-5).
Grupo A
|     |                |     | Jogos | Jogos | Jogos | Pontos | Pontos | Pontos | Sets | Sets | Sets  |
| Pos | Equipe         | Pts | T     | V     | D     | V      | P      | R      | V    | P    | R     |
| --- | -------------- | --- | ----- | ----- | ----- | ------ | ------ | ------ | ---- | ---- | ----- |
| 1   | ARG Argentina  | 9   | 3     | 3     | 0     | 231    | 183    | 1.262  | 9    | 0    | MAX   |
| 2   | CUB Cuba       | 6   | 3     | 2     | 1     | 245    | 214    | 1.145  | 6    | 4    | 1.500 |
| 3   | PUR Porto Rico | 3   | 3     | 1     | 2     | 228    | 245    | 0.931  | 4    | 7    | 0.571 |
| 4   | PER Peru       | 0   | 3     | 0     | 3     | 187    | 249    | 0.751  | 1    | 9    | 0.111 |

| 31 de julho 14:30 Relatório | Peru        | 1 – 3                   | Porto Rico | Centro de esportes VRDC, Lima Público: - Árbitro(s): CHI Alejandro Muñoz CUB Ricardo Borroto |
| 31 de julho 14:30 Relatório | 14 20 25 11 | Set 1 Set 2 Set 3 Set 4 | 25 21 25   | Centro de esportes VRDC, Lima Público: - Árbitro(s): CHI Alejandro Muñoz CUB Ricardo Borroto |

| 31 de julho 16:30 Relatório | Cuba  | 0 – 3             | Argentina | Centro de esportes VRDC, Lima Público: - Árbitro(s): PER Walter Vera BRA Paulo Luís Beal |
| 31 de julho 16:30 Relatório | 26 22 | Set 1 Set 2 Set 3 | 28 25     | Centro de esportes VRDC, Lima Público: - Árbitro(s): PER Walter Vera BRA Paulo Luís Beal |

| 01 de agosto 14:30 Relatório | Peru     | 0 – 3             | Argentina | Centro de esportes VRDC, Lima Público: 3.275 Árbitro(s): MEX Randy Sánchez PUR David Reyes |
| 01 de agosto 14:30 Relatório | 16 25 24 | Set 1 Set 2 Set 3 | 25 27 26  | Centro de esportes VRDC, Lima Público: 3.275 Árbitro(s): MEX Randy Sánchez PUR David Reyes |

| 01 de agosto 16:30 Relatório | Cuba | 3 – 1                   | Porto Rico  | Centro de esportes VRDC, Lima Público: 1.700 Árbitro(s): BRA Paulo Luís Beal USA Brian Hemelgarn |
| 01 de agosto 16:30 Relatório | 25   | Set 1 Set 2 Set 3 Set 4 | 18 19 27 20 | Centro de esportes VRDC, Lima Público: 1.700 Árbitro(s): BRA Paulo Luís Beal USA Brian Hemelgarn |

| 02 de agosto 14:30 Relatório | Argentina | 3 – 0             | Porto Rico | Centro de esportes VRDC, Lima Público: 2.100 Árbitro(s): CHI Alejandro Muñoz BRA Paulo Luís Beal |
| 02 de agosto 14:30 Relatório | 25        | Set 1 Set 2 Set 3 | 18 12 18   | Centro de esportes VRDC, Lima Público: 2.100 Árbitro(s): CHI Alejandro Muñoz BRA Paulo Luís Beal |

| 02 de agosto 16:30 Relatório | Peru     | 0 – 3             | Cuba | Centro de esportes VRDC, Lima Público: 3.100 Árbitro(s): PUR David Reyes USA Brian Hemelgarn |
| 02 de agosto 16:30 Relatório | 15 18 19 | Set 1 Set 2 Set 3 | 25   | Centro de esportes VRDC, Lima Público: 3.100 Árbitro(s): PUR David Reyes USA Brian Hemelgarn |

Grupo B
|     |                    |     | Jogos | Jogos | Jogos | Pontos | Pontos | Pontos | Sets | Sets | Sets  |
| Pos | Equipe             | Pts | T     | V     | D     | V      | P      | R      | V    | P    | R     |
| --- | ------------------ | --- | ----- | ----- | ----- | ------ | ------ | ------ | ---- | ---- | ----- |
| 1   | BRA Brasil         | 8   | 3     | 3     | 0     | 303    | 260    | 1.165  | 9    | 4    | 2.250 |
| 2   | CHI Chile          | 6   | 3     | 2     | 1     | 263    | 266    | 0.989  | 7    | 5    | 1.400 |
| 3   | USA Estados Unidos | 4   | 3     | 1     | 2     | 252    | 270    | 0.933  | 6    | 6    | 1,000 |
| 4   | MEX México         | 0   | 3     | 0     | 3     | 246    | 268    | 0.918  | 2    | 9    | 0.222 |

| 31 de julho 20:30 Relatório | Estados Unidos | 1 – 3                   | Chile    | Centro de esportes VRDC, Lima Público: 2.100 Árbitro(s): PUR David Reyes ARG Nicolás Casado |
| 31 de julho 20:30 Relatório | 17 25 22       | Set 1 Set 2 Set 3 Set 4 | 25 17 25 | Centro de esportes VRDC, Lima Público: 2.100 Árbitro(s): PUR David Reyes ARG Nicolás Casado |

| 31 de julho 22:30 Relatório | Brasil   | 3 – 1                   | México      | Centro de esportes VRDC, Lima Público: 2.000 Árbitro(s): USA Brian Hemelgarn DOM Josmer Perez Broche |
| 31 de julho 22:30 Relatório | 25 22 25 | Set 1 Set 2 Set 3 Set 4 | 23 19 25 22 | Centro de esportes VRDC, Lima Público: 2.000 Árbitro(s): USA Brian Hemelgarn DOM Josmer Perez Broche |

| 01 de agosto 20:30 Relatório | Estados Unidos | 3 – 0             | México   | Centro de esportes VRDC, Lima Público: 2.000 Árbitro(s): ARG Nicolás Casado DOM Josmer Perez Broche |
| 01 de agosto 20:30 Relatório | 26 25          | Set 1 Set 2 Set 3 | 24 22 23 | Centro de esportes VRDC, Lima Público: 2.000 Árbitro(s): ARG Nicolás Casado DOM Josmer Perez Broche |

| 01 de agosto 22:30 Relatório | Brasil   | 3 – 1                   | Chile       | Centro de esportes VRDC, Lima Público: 2.000 Árbitro(s): CUB Ricardo Borroto PER Walter Vera |
| 01 de agosto 22:30 Relatório | 25 22 25 | Set 1 Set 2 Set 3 Set 4 | 18 25 16 17 | Centro de esportes VRDC, Lima Público: 2.000 Árbitro(s): CUB Ricardo Borroto PER Walter Vera |

| 02 de agosto 20:30 Relatório | México      | 1 – 3                   | Chile | Centro de esportes VRDC, Lima Público: 4.100 Árbitro(s): PER Walter Vera ARG Nicolás Casado |
| 02 de agosto 20:30 Relatório | 25 21 22 20 | Set 1 Set 2 Set 3 Set 4 | 20 25 | Centro de esportes VRDC, Lima Público: 4.100 Árbitro(s): PER Walter Vera ARG Nicolás Casado |

| 02 de agosto 22:30 Relatório | Brasil      | 3 – 2                         | Estados Unidos | Centro de esportes VRDC, Lima Público: 2.765 Árbitro(s): DOM Josmar Pérez MEX Randy Sánchez |
| 02 de agosto 22:30 Relatório | 23 21 25 15 | Set 1 Set 2 Set 3 Set 4 Set 5 | 25 17 19 9     | Centro de esportes VRDC, Lima Público: 2.765 Árbitro(s): DOM Josmar Pérez MEX Randy Sánchez |

## Decisão do 5º-8º lugar
7º Lugar
| 03 de agosto 14:30 Relatório | Peru        | 1 – 3                   | México   | Centro de esportes VRDC, Lima Público: 3.100 Árbitro(s): CUB Ricardo Borroto ARG Nicolás Casado |
| 03 de agosto 14:30 Relatório | 25 24 27 13 | Set 1 Set 2 Set 3 Set 4 | 27 26 25 | Centro de esportes VRDC, Lima Público: 3.100 Árbitro(s): CUB Ricardo Borroto ARG Nicolás Casado |

5º Lugar
| 03 de agosto 16:30 Relatório | Porto Rico  | 3 – 2                         | Estados Unidos | Centro de esportes VRDC, Lima Público: 1.800 Árbitro(s): MEX Randy Sánchez CHI Alejandro Muñoz |
| 03 de agosto 16:30 Relatório | 22 25 20 15 | Set 1 Set 2 Set 3 Set 4 Set 5 | 25 21 22 25 8  | Centro de esportes VRDC, Lima Público: 1.800 Árbitro(s): MEX Randy Sánchez CHI Alejandro Muñoz |

## Fase Final
|  | Semifinais          | Semifinais          |   |                     | Medalha de ouro     | Medalha de ouro |  |
|  |                     |                     |   |                     |                     |                 |  |
|  | 3 de agosto – 22:30 |                     |   |                     |                     |                 |  |
|  | Argentina           | 3                   |   |                     |                     |                 |  |
|  | Chile               | 1                   |   |                     |                     |                 |  |
|  |                     |                     |   |                     |                     |                 |  |
|  |                     |                     |   |                     | 4 de agosto – 23:00 |                 |  |
|  |                     |                     |   |                     | Cuba                | 0               |  |
|  |                     | Argentina           | 3 |                     |                     |                 |  |
|  |                     |                     |   |                     |                     |                 |  |
|  |                     |                     |   |                     |                     |                 |  |
|  |                     |                     |   |                     | Medalha de bronze   |                 |  |
|  | 3 de agosto – 20:30 | 3 de agosto – 20:30 |   | 4 de agosto – 20:00 | 4 de agosto – 20:00 |                 |  |
|  | Brasil              | 0                   |   | Brasil              | 3                   |                 |  |
|  | Cuba                | 3                   |   |                     | Chile               | 0               |  |

#### Semifinais
| 03 de agosto 20:30 Relatório | Brasil   | 0 – 3             | Cuba | Centro de esportes VRDC, Lima Público: 4.525 Árbitro(s): PER Walter Vera USA Brian Hemelgarn |
| 03 de agosto 20:30 Relatório | 16 22 21 | Set 1 Set 2 Set 3 | 25   | Centro de esportes VRDC, Lima Público: 4.525 Árbitro(s): PER Walter Vera USA Brian Hemelgarn |

| 03 de agosto 22:30 Relatório | Argentina   | 3 – 1                   | Chile       | Centro de esportes VRDC, Lima Público: 4.000 Árbitro(s): PUR David Reyes DOM Josmer Pérez |
| 03 de agosto 22:30 Relatório | 25 23 28 25 | Set 1 Set 2 Set 3 Set 4 | 21 25 26 17 | Centro de esportes VRDC, Lima Público: 4.000 Árbitro(s): PUR David Reyes DOM Josmer Pérez |

#### Disputa pelo bronze
| 04 de agosto 20:00 Relatório | Brasil | 3 – 0             | Chile    | Centro de esportes VRDC, Lima Público: 4.250 Árbitro(s): DOM Josmer Pérez ARG Nicolás Casado |
| 04 de agosto 20:00 Relatório | 25     | Set 1 Set 2 Set 3 | 12 19 21 | Centro de esportes VRDC, Lima Público: 4.250 Árbitro(s): DOM Josmer Pérez ARG Nicolás Casado |

#### Disputa pelo ouro
| 04 de agosto 23:00 Relatório | Cuba     | 0 – 3             | Argentina | Centro de esportes VRDC, Lima Público: 4.527 Árbitro(s): CHI Walter Vera BRA Paulo Luís Beal |
| 04 de agosto 23:00 Relatório | 20 17 20 | Set 1 Set 2 Set 3 | 25        | Centro de esportes VRDC, Lima Público: 4.527 Árbitro(s): CHI Walter Vera BRA Paulo Luís Beal |

## Classificação final
| Pos.              | Equipe         | Campanha | Campanha |
| Pos.              | Equipe         | V        | D        |
| ----------------- | -------------- | -------- | -------- |
| Medalha de ouro   | Argentina      | 5        | 0        |
| Medalha de prata  | Cuba           | 3        | 2        |
| Medalha de bronze | Brasil         | 4        | 1        |
| 4                 | Chile          | 2        | 3        |
| 5                 | Porto Rico     | 2        | 2        |
| 6                 | Estados Unidos | 1        | 3        |
| 7                 | México         | 1        | 3        |
| 8                 | Peru           | 0        | 4        |

## Premiações individuais
Os destaques individuais da competição foram:
| - Most Valuable Player Nicolás Bruno - Melhor Oposto Maurice Torres - Melhores Ponteiros Kadu Barreto Vicente Parraguirre | - Melhor Levantador Matías Sánchez - Melhores Centrais Roamy Alonso Arce Liván Osoria - Melhor Líbero Sebastián Castillo |